# Ormosolenia
Ormosolenia là chi thực vật có hoa trong họ Apiaceae.